# 肖基峰

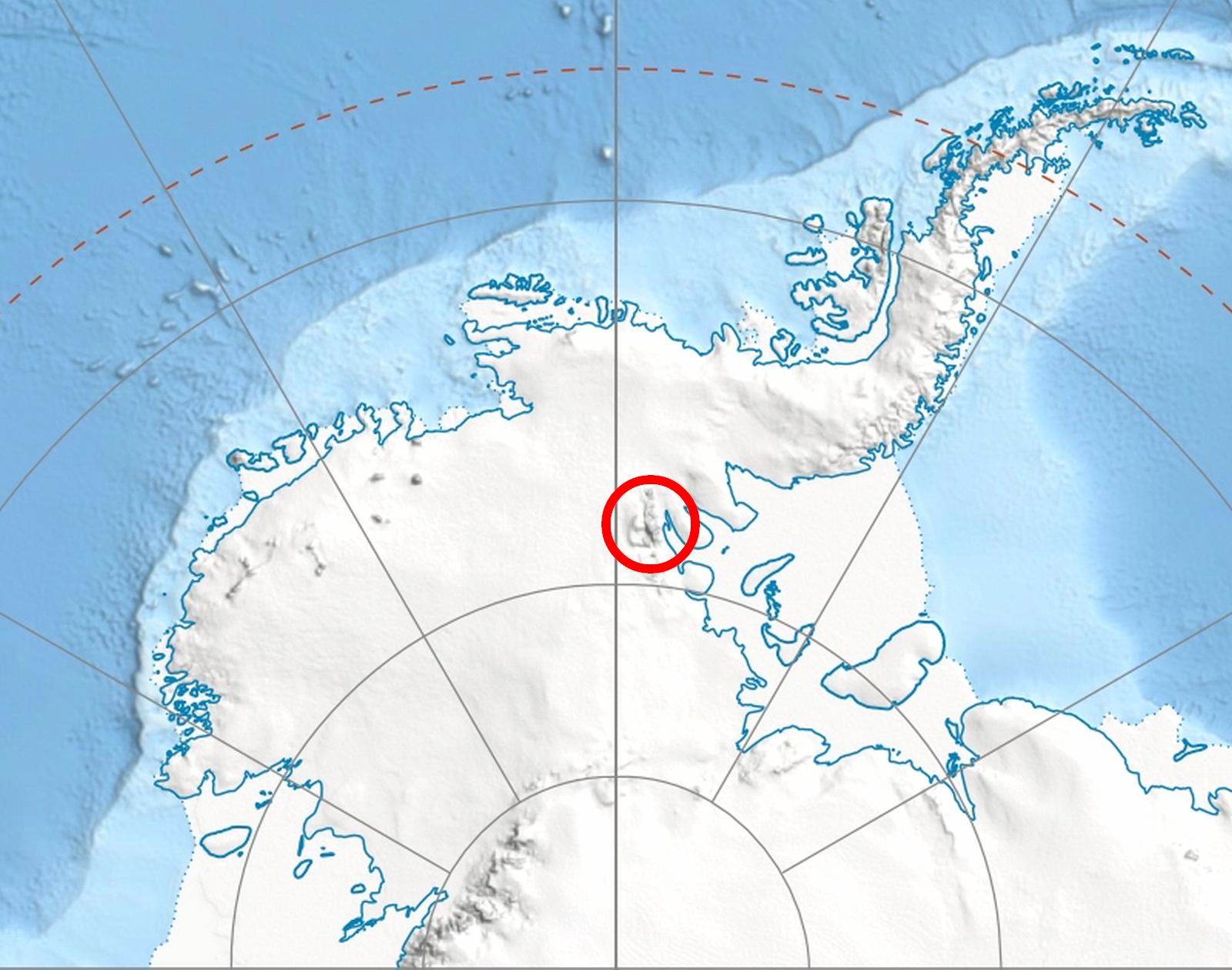

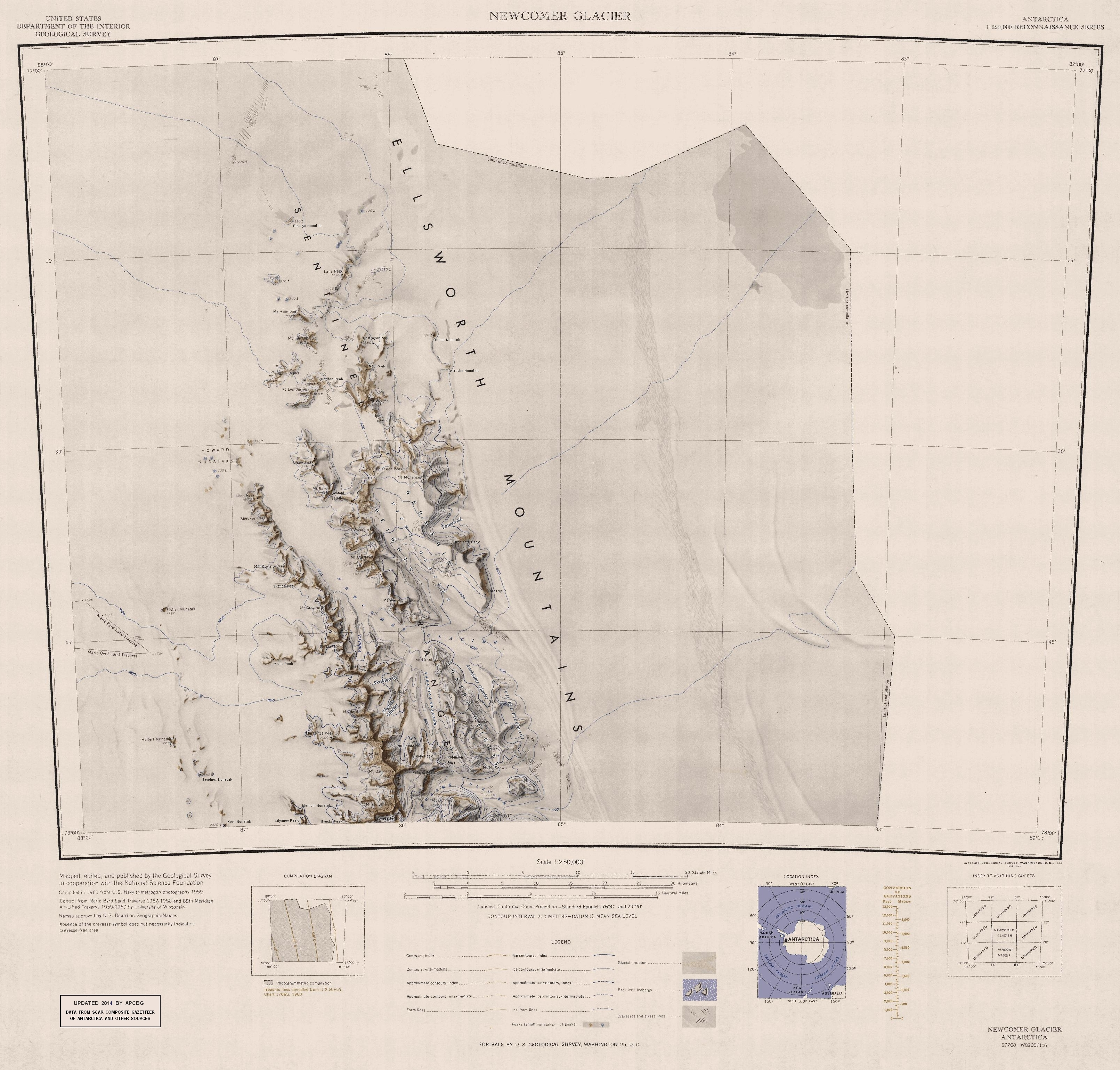

肖基峰（英語：Shockey Peak），是南極洲的山峰，位於埃爾斯沃思地，處於艾倫峰東南面3.2公里，海拔高度2,010米，在1935年11月23日由美國探險家發現，現時由南極條約體系管理。